# Rich King
Thomas Richard "Rich" King (Lincoln, Nebraska, 4 de abril de 1969) é um ex-jogador norte-americano de basquete profissional que atuou na  National Basketball Association (NBA). Foi o número 14 do Draft de 1991.